# Museu Raset
El Museu Raset és un museu d'art modern que exposa les obres d'art de la col·lecció familiar suïssa-holandesa Bueler-Bernard.

## Història
Abans d'inaugurar el Museu Raset, Tony Bueler i Hilde Bernard van viure a Holanda durant 30 anys, on va començar el seu entusiasme per l'art. Amb dedicació, visió i una gran dosi de passió, van explorar innombrables museus, galeries, fires d'art i cases de subhastes a Holanda i l'estranger. Durant l'època com a col·leccionistes, la parella va conèixer molts professionals de l'art, amb qui van col·laborar estretament i van establir amistat. Van reunir una col·lecció privada singular que és testimoniatge del seu viatge d'exploració artística. La seva casa a Holanda va arribar a estar plena de tresors artístics. Casualment, quan van estar de vacances a Llançà, alguns amics van mostrar a Tony una preciosa mansió en el poble de Raset, a Cervià de Ter. La parella va quedar captivada i quan es van jubilar van decidir que era el moment d'embarcar-se en una nova aventura a Raset. El Museu Raset va obrir les portes l'any 2005. La galeria té obertes al públic quatre sales amb exposicions temporals. Hi ha 16 sales més que estan a l'espera de renovar-se.